# 动粒

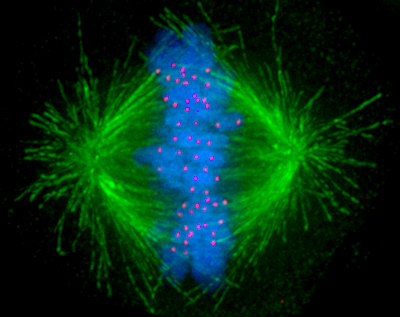
粉紅色為著絲點

著絲點或著點（英語：Kinetochore）是真核細胞染色體中位於中節兩側的3層盤狀特化結構，其化學本質蛋白質，是非染色體性質特質附加物。
著絲點與染色體的移動有關。在細胞分裂（包括有絲分裂和減數分裂）的前、中、后期等几个阶段，纺锤体的纺锤丝（或星射线）需附着在染色体的动粒上（而非中節上），牵引染色体移动、将染色体拉向细胞两极。
动粒在真核生物中形成并在中節上组装。在有丝分裂和减数分裂期间，丝点将染色体连接到微管聚合物上。
动粒和中節并非同一结构，它们的功能也不同，但这两种结构的位置关系是固定的。在非正规场合中，有时也用动粒或中節泛指它们所在的染色体主缢痕位置。

## 区域
中節包括两个区域：一个内动粒，该区域用于与DNA中節紧密连接；一个外动粒，用于和微管发生作用。
单中節生物（包括脊椎动物、霉菌和众多植物）在每个染色体中有一个单独的动粒区，联合起来组成一个动粒。全中節生物（包括线虫和蛔虫等）顺着染色体的延伸方向组装动粒。

## 作用
在细胞有丝分裂S期期间，染色体自我复制，两个姐妹染色单体由各自的方向相反的动粒结合在一起。在分裂中期到分裂后期的转变中，姐妹染色单体各自分离，各染色单体上的独立动粒驱动它们向纺锤体的两极运动，形成两个新的子细胞。因此动粒是经典有丝分裂和减数分裂中染色体分离必不可少的要素。

## 组成
即使是最简单的动粒也包括超过45种不同的蛋白质，其中大部分存在于真核细胞中，包括一类专用的组蛋白H3变种（称为“CENP-A”或“CenH3”）。这些蛋白质在动粒和DNA连接中起辅助作用。动粒中的其他蛋白质使动粒附着于有丝分裂纺锤体的微管上。同时还需马达蛋白（如动力蛋白和驱动蛋白）为有丝分裂中染色体的运动提供动力。其他一些蛋白（如MAD2）监测微管的附着情况及姐妹动粒的张力大小，并在这两项中任意一项出现问题时激活纺锤体检查点来阻止细胞复制的循环周期。

## 染色
在染色体被碱性染料染色后，由于动粒几乎把中節覆盖，所以染色后观察染色体的外形时在动粒部分染色很浅或几乎观察不到着色。